# Tabanus bromius
Tabanus bromius là một loài ruồi trong họ Tabanidae. Nó là một trong những loài Tabanus châu Âu có kích thước nhỏ khoảng 13,5–15 milimét (0,5–0,6 in).

## Hình ảnh

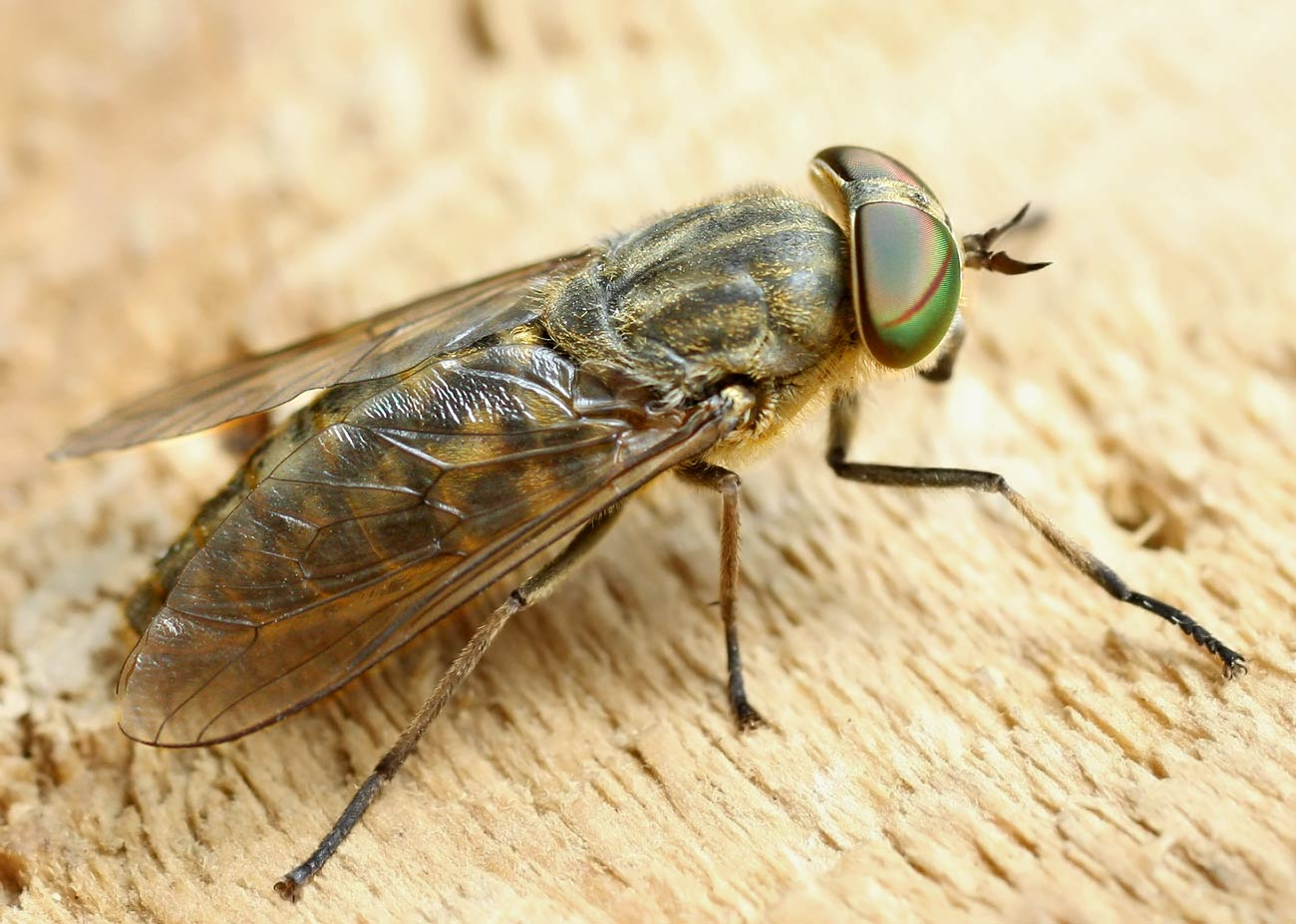
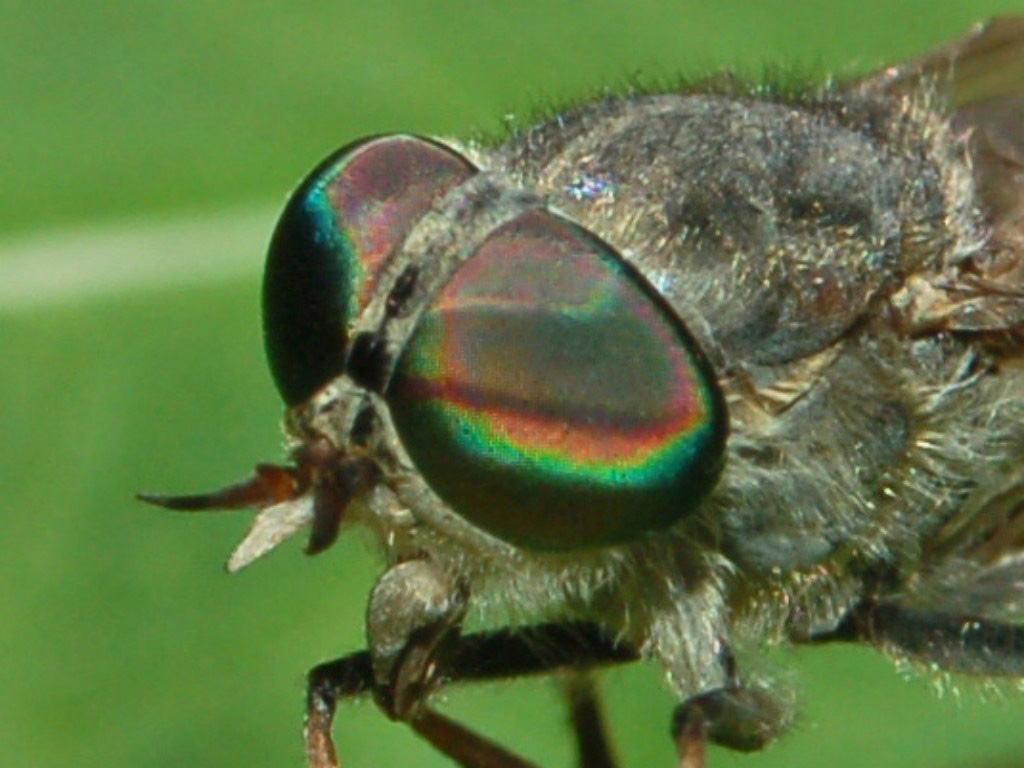
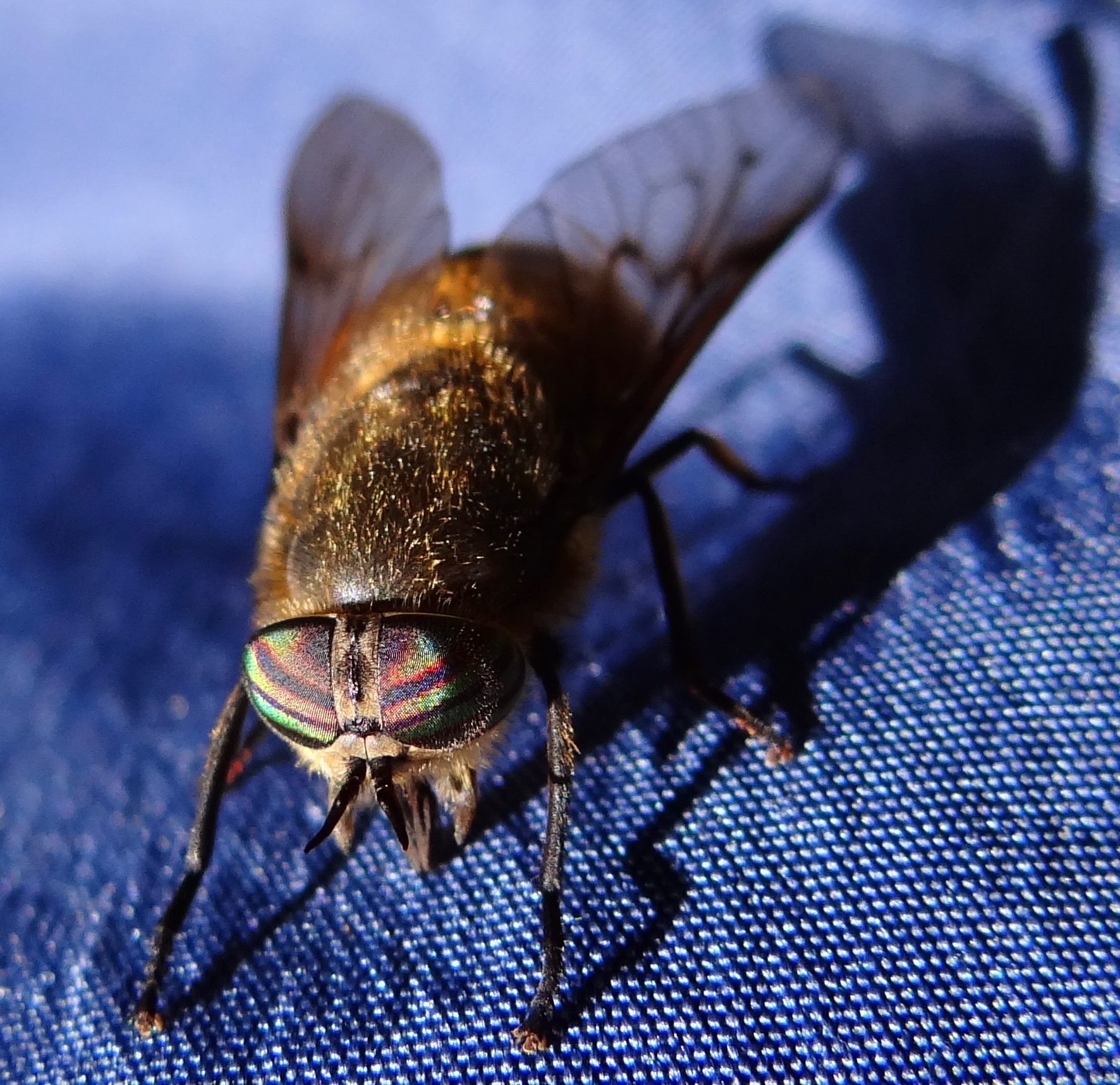
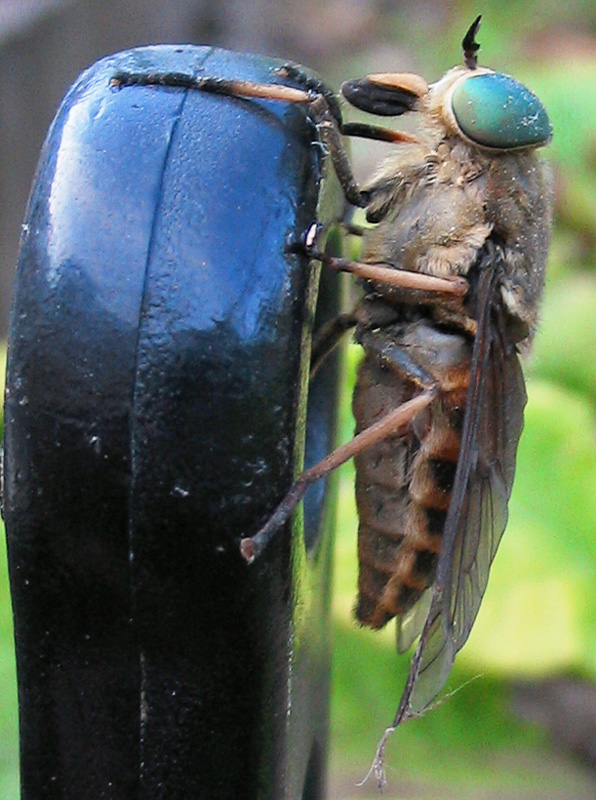